# Gary Charles
Gary Charles (ur. 13 kwietnia 1970 w Newham) – piłkarz angielski grający na pozycji prawego obrońcy. W swojej karierze rozegrał 2 mecze w reprezentacji Anglii.

## Kariera klubowa
Swoją karierę piłkarską Charles rozpoczął w klubie Nottingham Forest. Zadebiutował w nim 6 listopada 1988 w przegranym 1:4 domowym meczu z Arsenalem. W 1989 roku wypożyczony do Leicesteru City. W sezonie 1991/1992 stał się podstawowym zawodnikiem Nottingham. W 1993 roku odszedł z tego klubu do grającego w Division One, Derby County. Zawodnikiem Derby był do stycznia 1995.
W styczniu 1995 roku Charles został zawodnikiem Aston Villi. Swój debiut w niej zanotował 21 stycznia 1995 w zwycięskim 2:1 wyjazdowym meczu z Nottingham Forest. W 1996 roku zdobył z Aston Villą Puchar Ligi Angielskiej (wystąpił w wygranym 3:0 finale z Leeds United.
Na początku 1999 roku Charles przeszedł do Benfiki. W portugalskiej lidze zadebiutował 14 marca 1999 w przegranym 0:3 domowym meczu z Boavistą. W Benfice rozegrał łącznie 4 ligowe mecze i strzelił w nich 1 gola.
Latem 1999 Charles wrócił do Anglii i został zawodnikiem West Hamu United. Swój debiut w nim zaliczył 5 lutego 2000 w wyjazdowym meczu z Southamptonem (1:2). W sezonie 2001/2002 był wypożyczony do Birmingham City. W 2002 roku zakończył karierę.
| Sezon   | Klub              | Kraj       | Rozgrywki      | Mecze | Bramki |
| ------- | ----------------- | ---------- | -------------- | ----- | ------ |
| 1987/88 | Nottingham Forest | Anglia     | Division One   | 0     | 0      |
| 1988/89 | Nottingham Forest | Anglia     | Division One   | 1     | 0      |
| 1988/89 | Leicester City    | Anglia     | Division Two   | 8     | 0      |
| 1989/90 | Nottingham Forest | Anglia     | Division One   | 1     | 0      |
| 1990/91 | Nottingham Forest | Anglia     | Division One   | 10    | 0      |
| 1991/92 | Nottingham Forest | Anglia     | Division One   | 30    | 1      |
| 1992/93 | Nottingham Forest | Anglia     | Premier League | 14    | 0      |
| 1993/94 | Derby County      | Anglia     | Division One   | 43    | 1      |
| 1994/95 | Derby County      | Anglia     | Division One   | 18    | 2      |
| 1994/95 | Aston Villa       | Anglia     | Premier League | 16    | 0      |
| 1995/96 | Aston Villa       | Anglia     | Premier League | 34    | 1      |
| 1996/97 | Aston Villa       | Anglia     | Premier League | 0     | 0      |
| 1997/98 | Aston Villa       | Anglia     | Premier League | 18    | 1      |
| 1998/99 | Aston Villa       | Anglia     | Premier League | 11    | 1      |
| 1998/99 | SL Benfica        | Portugalia | Primeira Liga  | 4     | 1      |
| 1999/00 | West Ham United   | Anglia     | Premier League | 4     | 0      |
| 2000/01 | West Ham United   | Anglia     | Premier League | 1     | 0      |
| 2001/02 | Birmingham City   | Anglia     | Division One   | 3     | 0      |
| 2001/02 | West Ham United   | Anglia     | Premier League | 0     | 0      |

## Kariera reprezentacyjna
W latach 1989–1991 Charles rozegrał 6 meczów w reprezentacji Anglii U-21. W dorosłej reprezentacji zadebiutował 8 czerwca 1991 roku w wygranym 2:0 towarzyskim meczu z Nową Zelandią, rozegranym w Wellington. 4 dni później rozegrał swój drugi i ostatni mecz w kadrze narodowej, z Malezją (4:2).
| Mecze i gole w reprezentacji | Mecze i gole w reprezentacji | Mecze i gole w reprezentacji | Mecze i gole w reprezentacji | Mecze i gole w reprezentacji | Mecze i gole w reprezentacji | Mecze i gole w reprezentacji |
| #                            | Data                         | Stadion                      | Rywal                        | Wynik                        | Gol                          | Rozgrywki                    |
| 1991                         | 1991                         | 1991                         | 1991                         | 1991                         | 1991                         | 1991                         |
| ---------------------------- | ---------------------------- | ---------------------------- | ---------------------------- | ---------------------------- | ---------------------------- | ---------------------------- |
| 1.                           | 08.06.1991                   | Wellington, Nowa Zelandia    | Nowa Zelandia                | 2:0                          | 0                            | towarzyski                   |
| 2.                           | 12.06.1991                   | Kuala Lumpur, Malezja        | Malezja                      | 4:2                          | 0                            | towarzyski                   |